# Aphytoceros
Aphytoceros és un gènere d'arnes de la família Crambidae.

## Taxonomia
- Aphytoceros hollandiae Munroe, 1968
- Aphytoceros lucusalis (Walker, 1859)
- Aphytoceros subflavalis Swinhoe, 1917